# Börs-SM
Börs-SM är en sedan år 1986 årlig tävling i aktieplacering för privatpersoner där riktiga pengar satsas. Tävlingen hade tillfälligt namnet Börs-NM år 2007. Tävlingen har oftast delat ut 1 miljon kronor i prispengar till vinnaren. Resten av prispotten har sedan fördelats på lägre placeringar.

## Tävlingsregler
De exakta reglerna har varierat från år till år, men det har alltid varit en regel att tre till fem aktier skall finnas i portföljen, med undantag under tävlingens inledande år om ett bolag köps upp. Insatsen har varit 10 000 kronor (9 000 kronor i aktier samt 1 000 kronor till administration och prispott) men vid år 2006 halverades beloppet. Placeringsbara aktier har varit de som är noterade på Stockholmsbörsen. Fram till och med året 2007 kunde även utvalda aktier från andra börser köpas. År 2008 kunde enbart aktier på Stockholmsbörsen köpas. Normalt sett är februari månad då de tävlande väljer sina aktier och betalar in pengarna, men det har även varit under mars månad. Under början av mars köps aktierna. Någon dag i december avslutas tävlingen.

## Händelser under åren
- 2011: Segerchecken återgick till 500 000 kronor efter minskat deltagande.
- 2010: Segerchecken ökades till 600 000 kronor efter ökat deltagande.
- 2009: Segerchecken halverades till 500 000 kronor efter kraftigt minskat deltagande.
- 2008: Endast aktier på Stockholmsbörsen tillåtna.
- 2007: Tillfälligt namnbyte till Börs-NM.
- 2006: Halvering av insats till 5 000 kronor.
- 1999: portföljerna kunde följas varje dag via internet. Omplacering tilläts.

### Regler 2008–
- Insats: 5 000 kronor
- Omplaceringar: fria
- Tillåtna aktier: noterade på Stockholmsbörsen

### Regler 2006–2007
- Insats: 5 000 kronor
- Omplaceringar: maximalt 3 tillfällen (2006), maximalt 4 st (2007)
- Tillåtna aktier: noterade på de nordiska börserna (Stockholm, Helsingfors, Oslo och Köpenhamn)

### Regler 2002–2005
- Insats: 10 000 kronor

### Regler 1999–2001
- Insats: 10 000 kronor
- Omplaceringar: vid ett på förhand tillåtet tillfälle
- Tillåtna aktier: de flesta noterade i Stockholm, samt utvalda utomlands.

### Regler 1997
- Insats: 10 000 kronor
- Omplaceringar: nej
- Tillåtna aktier: de flesta noterade i Stockholm, samt utvalda utomlands.

## Antal deltagare
Insatsen inkluderar deltagaravgiften (som går till vinstpotten och tävlingens administration) som står för 10 procent. Resterande 90 procent går till tävlingsaktier.
| År   | Upplaga | portföljer      | personer | insats | källa        |
| ---- | ------- | --------------- | -------- | ------ | ------------ |
| 2015 | 29      | "närmare 5 700" | ?        | 5 000  |              |
| 2014 | 28      | 3 898           | 2 440    | 5 000  |              |
| 2013 | 27      | 3 940           | ?        | 5 000  |              |
| 2012 | 26      | 4 187           | ?        | 5 000  |              |
| 2011 | 25      | "drygt 5 300"   | 3 152    | 5 000  |              |
| 2010 | 24      | 6 106           | ?        | 5 000  |              |
| 2009 | 23      | 4 061           | ?        | 5 000  |              |
| 2008 | 22      | 7 211           | 3 969    | 5 000  |              |
| 2007 | 21      | 11 206          | ?        | 5 000  |              |
| 2006 | 20      | 18 584          | 9 220    | 5 000  |              |
| 2005 | 19      | 8 132           | ?        | 10 000 |              |
| 2004 | 18      | ?               | ?        | 10 000 |              |
| 2003 | 17      | ?               | ?        | 10 000 |              |
| 2002 | 16      | ?               | ?        | 10 000 |              |
| 2001 | 15      | ?               | ?        | 10 000 |              |
| 2000 | 14      | 48 800          | ?        | 10 000 | [ död länk ] |

## Vinstplaner
Följande tabell visar vinstsummorna för de tre bästa varje år i Börs-SM. Fram till och med året 2008 var förstapriset en miljon kronor. Det kraftigt minskade deltagarantalet år 2009 innebar att tävlingen tvingades minska segercheckens belopp för första gången någonsin. År 2010 steg deltagarantalet med cirka 50 procent vilket bidrog till att segerchecken kunde bli större, dock ej en miljon kronor som traditionellt men dock 20 procent ökning samt ökade belopp för tvåan och trean och så vidare samt fler vinstplatser.
| År   | Vinnare      | Tvåan      | Trean      | källa |
| ---- | ------------ | ---------- | ---------- | ----- |
| 2013 | 500 000 kr   | 100 000 kr | 50 000 kr  |       |
| 2012 | 500 000 kr   | 150 000 kr | 75 000 kr  |       |
| 2011 | 500 000 kr   | 250 000 kr | 100 000 kr |       |
| 2010 | 600 000 kr   | 250 000 kr | 150 000 kr |       |
| 2009 | 500 000 kr   | 200 000 kr | 75 000 kr  |       |
| 2008 | 1 000 000 kr | 250 000 kr | 100 000 kr |       |
| 2007 | 1 000 000 kr | 500 000 kr | 200 000 kr |       |
| 2006 | 1 000 000 kr | 500 000 kr | 300 000 kr |       |
| 2005 | 1 000 000 kr | 600 000 kr | 400 000 kr |       |
| 2004 | 1 000 000 kr | 600 000 kr | 500 000 kr |       |
| 2003 | 1 000 000 kr | ?          | ?          |       |
| 2002 | 1 000 000 kr | ?          | ?          |       |
| 2001 | 1 000 000 kr | ?          | ?          |       |
| 2000 | 1 000 000 kr | ?          | ?          |       |

## Vinnare
| År   | vinnare            | värde     | ökning | insats | källa |
| ---- | ------------------ | --------- | ------ | ------ | ----- |
| 2013 | Marcus Lundell     | 23 196,89 | +377%  | 5 000  |       |
| 2012 | Kristian Thilésson | 16 960    |        | 5 000  |       |
| 2011 | Marcus Lundell     | 8 118     |        | 5 000  |       |
| 2010 | Patrik Hagberg     | 8 264     |        | 5 000  |       |
| 2009 | Leif Levon         | 16 938    |        | 5 000  |       |
| 2008 | Göran Lignell      | 17 015    |        | 5 000  |       |
| 2007 | Anna-Liisa Martimo | 9 151,24  |        | 5 000  |       |
| 2006 | Patrick Ohlsson    | 13 654    |        | 5 000  |       |
| 2005 | Mikael Skönborg    | 33 226,69 |        | 10 000 |       |
| 2004 | Per-Johan Åge      | ?         |        | 10 000 |       |
| 2003 | ?                  | ?         |        | 10 000 |       |
| 2002 | ?                  | ?         |        | 10 000 |       |
| 2001 | ?                  | ?         |        | 10 000 |       |
| 2000 | ?                  | ?         |        | 10 000 |       |
| 1999 | Agneta Simpson     | ?         |        | 10 000 |       |

Notering: insatsen inkluderar tävlingsavgiften som går till vinstpott och tävlingsdriften. Tävlingsavgiften utgör 10 procent av insatsen. För tävlingsåret 2014 är fördelningen 200 kronor till tävlingsdriften och 300 kronor till vinstpotten av tävlingsavgiften på 500 kronor.